# José Rafael Hernández
José Rafael Hernández Hernández (Caracas, Venezuela; 26 de junio de 1997) es un futbolista venezolano que juega como defensa y actualmente es Agente Libre.

## Trayectoria
Nacido en la parroquia caraqueña de San Bernardino, el 26 de junio de 1997, inició su andar en el fútbol en el colegio Santo Tomás de Aquino, donde se inició a los 5 años en el fútbol por intermedio del técnico Frank Caredu y Jorge Cabrera. En este periplo obtuvo dos títulos participando en la liga César Del Veccio y la Colegial.

### Caracas F.C.
En el 2010 llegaría a las inferiores de su actual equipo, el Caracas Fútbol Club.
En el 2015 perdería la final del torneo Kaplan por un resultado de 7-5 a favor del Instituto Cumbres de Caracas después de una excelente marca por parte del defensor William Boulton.

### Atlanta United
Llegó al Atlanta United en 2017, y luego de media temporada en el segundo equipo, Hernández debutó con el primer equipo contra Real Salt Lake el 22 de septiembre de 2018.
Para la temporada 2019, el jugador venezolano fue enviado a préstamo al Atlanta United 2 de la USL Championship.

## Selección nacional

### Selección juvenil
Ha disputado las categorías sub-17 y sub-20 de Venezuela, destacando por haber estado en dos mundiales juveniles (Copa Mundial de Fútbol Sub-17 de 2013 en Emiratos Árabes Unidos y Copa Mundial de Fútbol Sub-20 de 2017 en Corea del Sur).

### Participaciones internacionales
| Selección | Competición                           | Sede                   | Resultado      | Partidos | Goles |
| --------- | ------------------------------------- | ---------------------- | -------------- | -------- | ----- |
| Sub-17    | Sudamericano Sub-17 de 2013           | Argentina              | Subcampeón     | 7        | 0     |
| Sub-17    | Copa Mundial Sub-17 de 2013           | Emiratos Árabes Unidos | Fase de grupos | 2        | 0     |
| Sub-20    | Sudamericano Sub-20 de 2017           | Ecuador                | Tercer lugar   | 4        | 0     |
| Sub-20    | Copa Mundial de Fútbol Sub-20 de 2017 | Corea del Sur          | Subcampeón     | 5        | 0     |
| Total     | Total                                 | Total                  | Total          | 18       | 0     |

## Clubes
| Club                             | País           | Año         |
| -------------------------------- | -------------- | ----------- |
| Caracas                          | Venezuela      | 2014 - 2017 |
| Atlanta United                   | Estados Unidos | 2018 - 2020 |
| Atlanta United 2 (Cesión)        | Estados Unidos | 2018 - 2020 |
| Atlético Venezuela               | Venezuela      | 2020 - 2022 |
| La Equidad (Cesión)              | Colombia       | 2021        |
| Universidad Central de Venezuela | Venezuela      | 2022 - 2023 |

## Palmarés

### Títulos nacionales
| Título   | Club                 | País           | Año  |
| -------- | -------------------- | -------------- | ---- |
| Copa MLS | Atlanta United F. C. | Estados Unidos | 2018 |